# Calliopsis peninsularis
Calliopsis peninsularis är en biart som beskrevs av Shinn 1967. Calliopsis peninsularis ingår i släktet Calliopsis och familjen grävbin. Inga underarter finns listade.